# Bathyaulax nigroconus
Bathyaulax nigroconus är en stekelart som beskrevs av Kaartinen och Donald L.J. Quicke 2007. Bathyaulax nigroconus ingår i släktet Bathyaulax och familjen bracksteklar. Inga underarter finns listade.